# 戦争花嫁
戦争花嫁（せんそうはなよめ、英: war bride）は、戦時中に兵士と駐在先の住民の間で行われた結婚に言及する際に使われる言葉で、通常、兵士と結婚した相手のことを指す。主に第一次世界大戦、第二次世界大戦中のものを特に指すが、他の戦争も含む。
戦争花嫁の中でも、特に大規模でよく記録が残っているものは、第二次世界大戦後の、アメリカ合衆国軍兵士とドイツ人の若い女性との間の婚姻である。1949年までに、20,000人を超えるドイツ人戦争花嫁がアメリカに移住した。
その他、フランス、イタリア、ルクセンブルク、フィリピン、日本、朝鮮半島、中国、イギリス、ポーランド、ルーマニアなどでも、進駐した連合軍兵士（アメリカ合衆国軍兵士やソビエト連邦軍兵士）と現地女性が多く結婚した。
1942年から1952年までの間に、100,000人ほどの兵士の戦争花嫁がイギリスを離れ、150,000から200,000人がヨーロッパ大陸を、15,500人がオーストラリアから、1,500人がニュージーランドをそれぞれあとにした。
朝鮮戦争やベトナム戦争など、後の戦争でも同様の現象が起きた。

## 米比戦争
米比戦争では、フィリピン反乱のため、フィリピン人の女性を妻として婚姻する米軍人は少なく、書類上、早くは1902年に、一人のフィリピン人女性が米軍人である夫に付いてアメリカに移住したとの記録がある。これらのフィリピン人はアメリカに移住する際に既にアメリカ人であり、これまでの、アメリカへ渡ったアジア人移住者とは全く違う法的地位を得た。

## 義和団の乱（八カ国連合軍）
日本・欧州・米国で構成された八カ国連合軍は末期の清に干渉し、事実上の清への侵攻を行った。日欧米の勝利後、北京全域を占領した。中国人女性はアメリカ兵、ドイツ兵、ロシア兵、日本兵などと結婚する事例が多かった。

## 第一次世界大戦

### アメリカ合衆国
第一次世界大戦中にアメリカ兵と結婚したヨーロッパ人の花嫁の数については正確な数字はない。研究によると、第一次世界大戦後、ベルギー、イギリス、アイルランド、フランス、ロシア、イタリア、ドイツの女性から戦時花嫁として数千人から数万人がアメリカ合衆国に移住した。

### 日本
日本は第一次世界大戦の青島の戦いなどで、ドイツ帝国とオーストリア＝ハンガリー帝国に対して勝利を収め青島守備軍を設置した。ヨーロッパは戦場となったものの、日本国内は戦地外で尚且つ、大戦景気と呼ばれる好景気を味わっていた。
その際、日本占領下の中国人女性やドイツ人女性、オーストリア人女性、ハンガリー人女性の一部は、好景気に渦巻き豊かな日本に憧れを抱いており、駐留する日本軍兵士と結婚する事案が存在していたという。

### カナダ
第一次世界大戦中に2万5000人のカナダ軍人がイギリス人女性と結婚した。

## 第二次世界大戦

### アメリカ合衆国

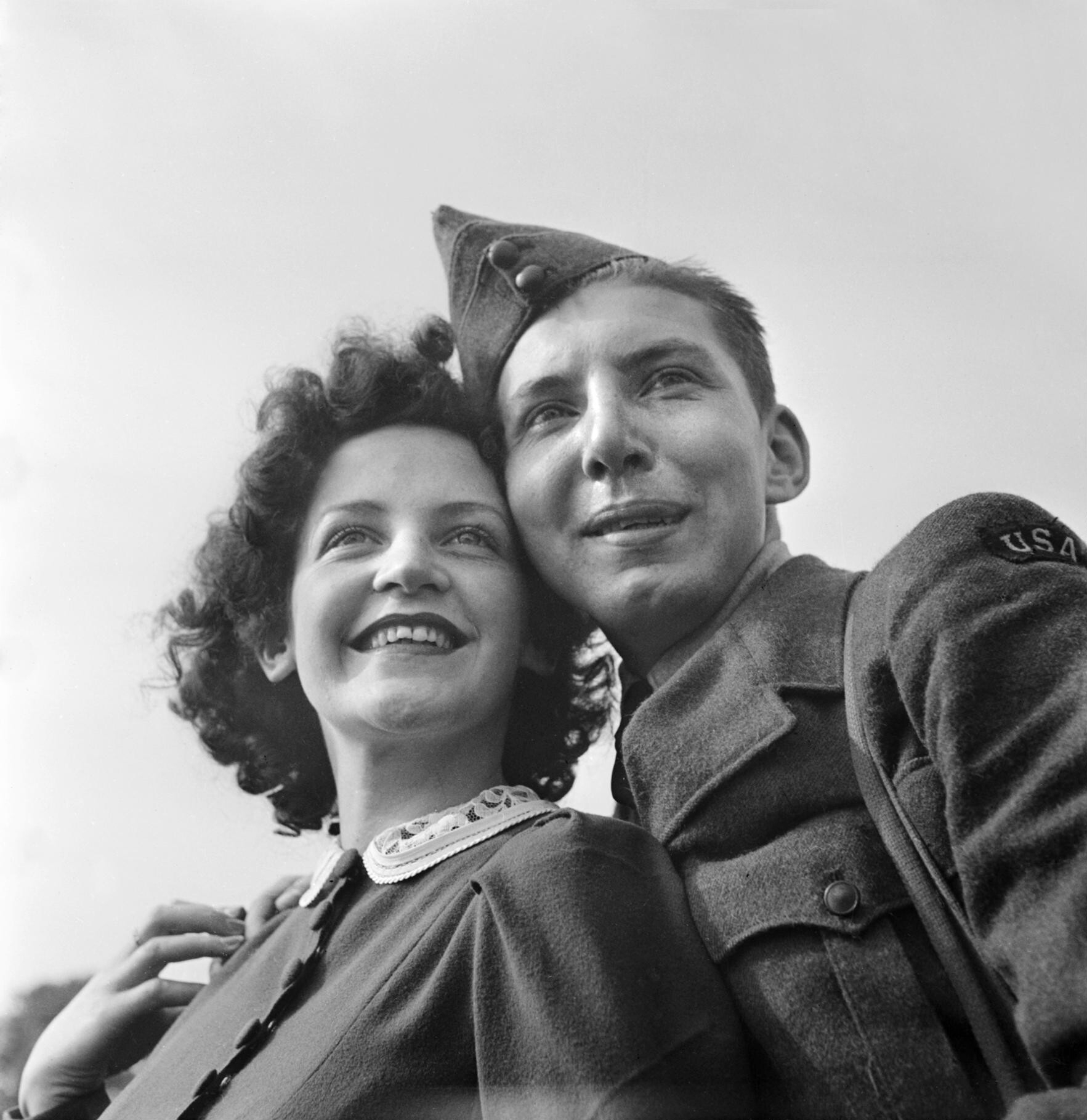
イギリス人女性とアメリカ兵

第二次世界大戦中およびその直後、60,000人を超える、外国人の妻と結婚した米軍兵士らには、妻と子供に無条件のアメリカ合衆国への渡航の許可が約束された。アメリカ陸軍の戦争花嫁事業は最終的に、1946年初頭のイギリスからの移住を皮切りに、70,000人を超える女性と子供の移住を成し遂げた。
戦争花嫁の最初の一群（455人の英国女性と132人の子供たち）は1946年2月4日にアメリカに着いた。ある推定では、1945年に成立した戦争花嫁法をうけ、300,000人もの外国の戦争花嫁が渡米し、うちフィリピン人が51,747人であり、日本人が約50,000人であった。

### イギリス
イギリス人女性は空母ヴィクトリアスに乗船し、オーストラリア兵と結婚する者が多かった。ロサンゼルス・タイムズによると1940年代には70,000人をも超えるイギリス人女性がアメリカ兵と結婚し、アメリカ合衆国に渡った。
理由としては、アメリカ兵の給与が高給で、イギリス男性よりも魅力的と感じるイギリス人女性が多かったとされている。

### フランス
終戦後、フランス国内の米軍基地に駐留していたアメリカ兵と結婚し、アメリカ合衆国に移住するフランス人女性が多く存在した。
2011年に公開された映画『Cigarettes et Bas nylon』では、アメリカ兵と結婚したフランス人女性がアメリカ人になるために苦労と努力をし続けたストーリーの映画である。

### オーストラリア

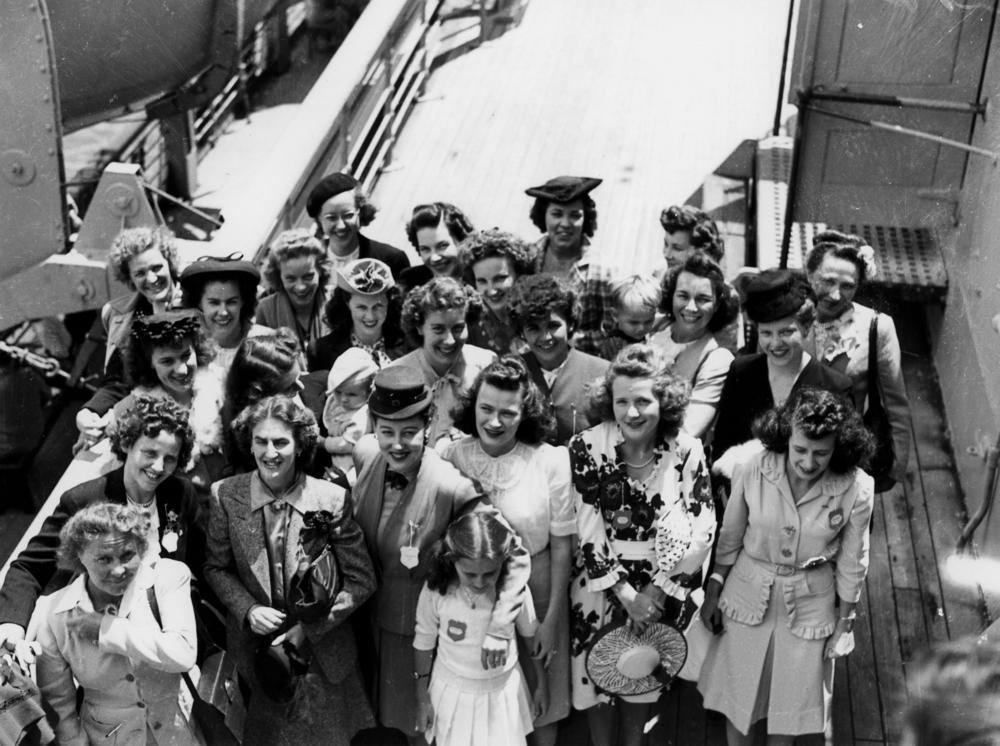
1945年10月、ブリスベンに到着したイギリス人女性の戦争花嫁

オーストラリアでは、第二次世界大戦中にオーストラリア女性はオーストラリア国内に存在する米軍基地の米軍人と結婚した。15,000人以上ものオーストラリア人女性が、夫に付いてアメリカ合衆国へ移住したとされる。

### カナダ
47,783人の英国人戦争花嫁が約21,950人の子供をつれてカナダに渡った。1939年からカナダ軍兵士が主に英国に駐在していたため、カナダに渡った戦争花嫁の約94%は英国人であった。また、3,000人の戦争花嫁がオランダ、ベルギー、ニューファンドランドおよびフランスからカナダに渡った。カナダ軍兵士と英国人女性の間の最初の結婚は、カナダ人兵士たちがイギリスに到着した1939年12月からわずか43日後、アルダーショット地域のファーンバラ教会において登録されている。
このような戦争花嫁のカナダへの移住の多くは、1944年に始まり、1946年にピークを迎えた。カナダ国防省により、戦争花嫁らが渡航するのを手配し、カナダでの生活に馴染めるよう支援するため、特別な政府機関であるCanadian Wives' Bureauが設立された。
カナダに渡った戦争花嫁の過半数は、主にクイーン・メリー、レディ・ネルソン、レティシア、モーリタニア、イル・ド・フランスといった輸送船または病院船に乗りノヴァスコシア州ハリファックスのピア21から上陸した。ピア21カナダ移民博物館には戦争花嫁を特集した展示区域があり、ピア21にも記念碑があり、戦争花嫁が国の史跡として記念されている。

### イタリア
1943年から45年の米軍のイタリアでの軍事行動の間に、10,000人以上のイタリア人女性が米軍兵士と結婚した。
イタリア人女性とアフリカ系アメリカ人の兵士の間にはムラートの子供たちが生まれたが、当時アメリカの多くの州において異人種間の婚姻は認められていなかったため、その子供たちの多くは孤児院に捨てられた。

### 日本

#### 米軍兵士との婚姻
第二次世界大戦後、日本の連合国軍占領のために駐留していた米軍兵士と結婚し、米国に渡った日本人戦争花嫁は、戦後すぐから1950年代末までで合計約40,000人に達するといわれている。1947年の日本人戦争花嫁法制定以降に渡米する戦争花嫁数は増加傾向にあったが、多くは1950年の朝鮮戦争勃発後に渡米している。アメリカ赤十字社は日本人戦争花嫁向けに、アメリカ文化を教授する花嫁学校を1951年以降日本全国に100校以上開校し、1957年までに約4,000人の戦争花嫁に教育を行った。
当時のアメリカ社会における人種差別の他にも、当時の日本のマスコミもこうした戦争花嫁に対し、売春に従事していた等の否定的なイメージを付与する報道を行っており、それがアメリカの日系人社会にも影響を与えていたため、戦争花嫁は1970年代ころまで、日本でも、移住先においても、偏見に悩まされることとなった。2015年、渡米した約5万人の戦争花嫁の運命をたどるドキュメンタリー映画『七転び八起き - アメリカへ渡った戦争花嫁物語』が製作された。

#### 中国残留婦人
満州国および内モンゴルに入植者として送り込まれた数千人の日本人が、中国に取り残された。取り残された日本人の多くは女性であり、そのほとんどが中国人男性と結婚し「中国残留婦人」として知られるようになった。残留婦人となった女性は、中国人を父親に持つ子供がいたため、中国人の家族を連れて日本に戻ることはできず、そのほとんどが中国に残った。1949年の中華人民共和国発足後、日本との間に長らく国交がなかったうえ、当時の日本法のもとでは、日本人の父親を持つ子供しか日本国籍を取得できなかったためである。

## 朝鮮戦争
朝鮮戦争中とその直後を合わせて、6,423人の韓国人女性が戦争花嫁として米軍兵士と結婚した。

## ベトナム戦争
1964年から1975年までの間に、8,040人のベトナム人女性が戦争花嫁として渡米した。

## 2003年のイラク戦争
ベトナム戦争以後の戦争における戦争花嫁は、宗教、文化上の相違、より短い戦争期間、直接指令などにより、今までより珍しい存在となっている。なお2006年には、米軍兵士から、彼らのイラク人配偶者、婚約者のための1,500人分のビザが申請された。世間によく知られている米軍兵士とイラク人女性間の婚姻は何件かある。